# Mitigation

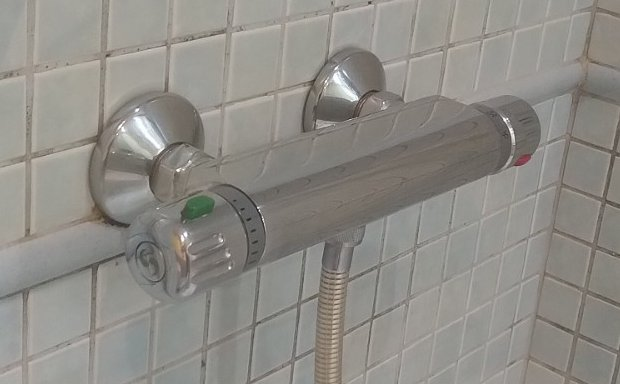
En plomberie, un mitigeur permet d'obtenir de l'eau tiède à partir d'eau chaude et d'eau froide.

La mitigation est un mot français (du latin mitigare) signifiant l'adoucissement, la modération. 
La mitigation des règles conventuelles consiste en leur adoucissement qui peut aller jusqu'au relâchement et la dénaturation : ainsi, par exemple, de l'abandon de la vie érémitique pour la vie en communauté. 
Ce terme a été repris par l'anglais  pour être utilisé dans le domaine du risque ou des études d'impact (surtout dans l’Anglosphère) pour désigner des systèmes, des moyens et des mesures d'atténuation d'effets, par exemple en matière de risques majeurs (naturels ou non) ou dans le cas d'aménagement ayant des effets négatifs sur l'environnement.
À la différence de la mesure compensatoire et de la mesure conservatoire environnementales, telles que comprises en France et en Union européenne, la mesure de mitigation vise plutôt, pour un risque qu'on ne peut pas empêcher, à prendre des mesures de précaution pour atténuer les dommages (environnementaux, sociaux, économiques, sanitaires, de trouble à l'ordre public) ou pour les rendre plus supportables par le public.

Cela se fait plutôt dans une démarche préventive, visant à réduire d'une part la vulnérabilité des enjeux et d'autre part l'intensité de certains aléas tels que les inondations, les avalanches, aléas liés à des phénomènes climatiques et géologiques ou anthropiques (pollution, destruction de patrimoine construit, culturel ou naturel (en particulier dans ce dernier cas destruction d'espèces ou d'habitats ou fragmentation écopaysagère, etc.).
Les mesures de précaution tendant à atténuer les dommages est une des composantes d'une stratégie de développement durable, et en particulier la mitigation des risques naturels en tant qu'investissement fait aujourd'hui en prévision de phénomènes qui auront lieu demain.

## Conditions
En théorie, ce concept implique :
- une approche systémique (écosystémique dans le cas des compensations environnementales) identifiant les causes et effets (impacts) possibles ;
- la définition de règles, de contrôles de maîtrise d'ouvrage, et si possible d'indicateurs de résultats qu'il faudra suivre dans le temps ;
- le développement d'un savoir adapté aux besoins locaux ;
- l'institution d'un système d'échanges, d'aides et de financements (Aux États-Unis, la tendance est de confier ce rôle au marché) ;
- l'information du public, notamment quant aux conditions de l'intérêt de cette approche alternative (condition d'acceptabilité).

Aux États-Unis, en 1995, le guide fédéral recommande que chaque Mitigation bank travaille à l'échelle d'un bassin versant, ou d'une écorégion  (cette zone de compétence d'une banque est dite Zone de service (service area)). Mais il est toléré - au cas par cas - qu'une telle banque soit utilisée pour compenser les impacts au-delà de sa zone de service si cela est démontré « possible et souhaitable pour l'environnement ». Le nombre de banques s'est fortement développé, des recommandations sont publiées par les autorités et collectivité  pour mieux coordonner le travail de ces banques.
Cette approche, américaine, est encore trop récente pour avoir été évaluée sur ses effets à moyen ou long terme. Elle est parfois opposée aux approches européennes. Mais toutes deux présentent des avantages et inconvénients ;
- De manière très simplifiée, on peut dire que - tel qu'il est pratiqué aux États-Unis - le marché de l'atténuation vise à équilibrer la perte nette globale de milieu à l'échelle d'un territoire donné (bassin, zone biogéographique, pays...). Il a pour inconvénient de ne pas réellement compenser les impacts là où ils ont lieu, mais il a pour avantage de pouvoir éventuellement - et en quelque sorte - "compenser" un impact avant même qu'il ait lieu, mais ailleurs.
- Le système européen recherche une compensation juste et fonctionnelle, qualitativement équivalente à ce que l'aménagement devrait détruire, mais où les mesures compensatoires sont souvent - à terme - plus importantes (ex : 4 ha de forêt replantée pour 1 ha coupé). En Europe où le foncier est une ressource plus précieuse qu'en Amérique du Nord, l'aménageur est plutôt encouragé à éviter de produire des impacts négatifs ou à les réduire au minimum.

## Limites
La mitigation relève plutôt de l'atténuation des conséquences que de la résolution du problème, et peut parfois apparaître comme une solution de facilité visant à ne pas traiter un problème à sa source ou pour ce qu'il est.
Son application prospective est délicate dans les domaines où la mitigation est incontournable, mais où les incertitudes sont importantes (Adaptation au changement climatique par exemple)
La notion de « mitigation banking », proposée par les industriels et de grands aménageurs en Amérique du Nord, ne répond pas au principe de la juste compensation (que mettent en avant le droit européen ou français par exemple).

Elle peut éventuellement déresponsabiliser l'auteur d'un impact, en lui permettant de le compenser plus facilement ailleurs (dans l'espace ou dans le temps) et plus rapidement que s'il avait fallu compenser ses effets, localement, là où il a réellement lieu.

## Mitigation banks
Les Mitigation banks sont des systèmes financiers qui visent à remplacer des fonctions et ressources biologiques, physico-chimiques, et écosystémiques d'un milieu (par exemple, les zones humides) en quantifiant ces fonctions sous forme d'un « crédit », lequel pourra être achetés par des tiers pour compenser (c'est le « débit ») des pertes inévitables d'un même milieu ailleurs.

### Histoire
L'idée de créer une banque de compensation des dommages environnementaux est née aux États-Unis chez des collectivités, notamment leSWANCC, un consortium de collectivités de la banlieue et région périphérique de Chicago créé pour trouver puis développer un site de traitement et élimination des déchets solides ayant un impact très négatif sur l'environnement local. Les aménageurs et industriels souhaitent pouvoir plus facilement et plus rapidement détruire des zones humides ou abritant des espèces dépendantes des zones humides, sans avoir à produire de protection ou de réparation locales des dommages (121 espèces d'oiseaux aquatiques ou dépendant des zones humides avaient été inventoriés sur le site retenu par le SWANCC pour y traiter les déchets de la région de Chicago). Ils estimaient légalement pouvoir, quand d'autres solutions n'étaient pas possibles dans des conditions technique et économiques acceptables pour eux ou la société) détruire un certain nombre d'hectares de zones humides sur un site, s'ils avaient déjà créé un équivalent surfacique (ou éventuellement en qualité ou en termes de "services écosystémiques") ailleurs. Les partisans de cette méthode postulaient que d'un point de vue global, les impacts deviennent neutre, ce qui n'est pas exact en termes d'environnement (voir ci-dessous).
Ces banques se sont rapidement développées aux États-Unis dans les années 1990, notamment pour compenser les destructions de zones humides en utilisant une possibilité offerte par le Clean Water Act.
Cette possibilité est précisée par un guide fédéral, définit la mitigation des zones humides comme « la restauration des milieux humides, la création, l'amélioration et - dans des circonstances exceptionnelles - la conservation, entreprises expressément dans le but de compenser les pertes de zones humides inévitables, avant des actions d'aménagement/développement, quand la compensation ne peut être faite sur place ou ne seraient pas aussi bénéfiques pour l'environnement ».

### Principes économiques sous-jacents
Les acteurs qui ont développé ces banques se sont inspirés de principes qui à cette époque étaient couramment introduits dans les systèmes de mutualisation bancaires, certaines approches assurantielles, la notion d'équivalence en substance, ou encore de négoce des « droits à polluer ». Ces banques de mitigation relèvent par là d'une approche néolibérale de l'économie et de l'environnement.

Elles sont présentées comme une alternative aux systèmes classiques de mesures compensatoires (qui demandent de minimiser et compenser un impact là où il se produit, quand il est produit et à une juste mesure, c'est-à-dire à la hauteur de son "intensité").

Elles permettent aussi à un aménageur - là où ces « banques » sont expérimentées ou autorisées - d'« acheter » un droit à détruire un milieu en échange d'un d'achat direct d'un milieu (ex zone humide) jugé plus ou moins équivalent créé ou restauré ailleurs par d'autres acteurs. L'achat peut être direct et effectif ou remplacé par une forme de don (fiscalement plus avantageux dans certains pays).

### Avantages, inconvénients, limites
Les avantages attribués aux banques d'atténuation comprennent :
- une plus grande souplesse pour les demandeurs[6] et une réduction des délais d'examen et d'obtention des permis d'autorisation de construire ;
- la possibilité (grâce à la mutualisation de moyens) de restaurer ou protéger de plus grands sites, avec des fonctions et valeurs potentiellement accrues[6]. En théorie, dans cette approche, si la surface totale est équivalente, plusieurs petits milieux peuvent en compenser un plus grand, ou la destruction d'un grand milieu peut se traduire par la restauration ou protection de nombreux petits milieux[6] ;
- des économies d'échelle pour les ressources financières ; La mutualisation rend possible un accès à des ressources financières, une expertise scientifique et une planification souvent difficile pour de nombreux petits projets. Ce regroupement des ressources peut accroître le potentiel de l'établissement et la gestion à long terme des mesures d'atténuation succès qui maximise les possibilités de contribuer à la biodiversité et / ou la fonction des bassins versants[6] ;
- des économies d'échelle pour le suivi ou la gestion des sites. Les Agences ou entités chargés de ce suivi devraient avoir plus de facilité à avoir une vue d'ensemble, via les données de la banque de compensation[6] (si elles leur sont ouvertes, car une grande partie de ces projets sont portés par le secteur privé, et les sites de compensations ne sont pas nécessairement publics).
- la compensation peut être préparée à l'avance, et être opérationnelle avant l'aménagement et ses impacts (quand le site compensateur est totalement "créé" ou recréé, et si les fonctions écologiques sont effectives[6], et si l'offre de site compensateur était suffisante) ; la perte temporelle de ces fonctions est alors diminuée[6].

Critique et controverse sur les banques de mitigation

Elle porte sur plusieurs points ;
- cette nouvelle approche (« autopoïétique » selon Morgan M. Robertson) est entièrement basée sur un postulat qui est qu'un impact peut être compensé ailleurs, et autrement qu'en reconstituant ou remplaçant les fonctions écosystémiques dégradées ou détruites par un aménagement. Or ce postulat contredit les fondements de l'approche scientifique et écosystémique de l'environnement, qui est retenue par l'ONU (PNUE) ou l'Europe comme base et garantie de cohérence et d'efficacité pour la législation et les stratégies environnementales ; Par exemple pour une zone humide, une mesure de sa surface ne dit rien de ses fonctions. À titre d'exemple ; Si une zone humide dont une des fonctions était d'épurer et d'infiltrer de l'eau dans la nappe d'une « région A » est détruite par un aménageur, le fait d'avoir recréé une zone humide de taille et qualité équivalente (ou même supérieure) dans une autre région (« région B », éventuellement située à des milliers de kilomètres de là) ne compense en aucun cas le déficit d'alimentation de la nappe de la « région A », ni la dégradation éventuelle de sa qualité... En outre, dans la « région B », une remontée de la nappe alimentée par la zone humide artificiellement créée pourrait conduire par exemple à la disparition d'autres habitats patrimoniaux ou à des inondations non souhaitables dans cette région). 
Par extension, un aménageur peut être tenté de compenser une hectare de zone humide par un hectare de forêt humide ailleurs, voire de forêt (qui a aussi un rôle dans le stockage, l'épuration et l'infiltration de l'eau)
- un effet pervers possible, lié à l'approche libérale des "marchés", est qu'en délocalisant des actions se voulant compensatoires vers des régions où elles seraient moins chères (et pas forcément nécessaires), on pourrait d'une part produire des mesures peu utiles, voire contre-productives) là où elles seront effectuées, mais d'autre part aussi aggraver l'artificialisation et l'appauvrissement de zones riches. Ceci contribuerait à encore augmenter le phénomène d'inégalité écologique ;
- des effets pervers semblables à ceux qu'on observe avec la mondialisation des marchés agricoles, du carbone ou des agrocarburants pourraient apparaître ; Des populations indigènes pauvres pourraient par exemple être déplacées ou privées de leurs droits et coutumes pour produire sur leur territoire des compensations d'impacts générés ailleurs dans des pays riches ;
- Le milieu détruit et le milieu recréé en compensation doivent avoir une valeur identique ou comparable. Dans le domaine de la mitigration du réchauffement climatique on a pu, sur des bases physicochimiques scientifiques claires créer un équivalent-CO2. Mais dans le domaine écosystémique on ne connait - aujourd'hui - aucuns moyens de donner une valeur de référence (un "équivalent-biodiversité"[10]) à une espèce, une population un milieu ou des services écosystémiques. Une des raisons est qu'un taxon ou un milieu ont aussi une valeur relative (Par exemple : un hectare d'oasis dans le Sahara ne peut être comparé à un hectare de zone humide en Sibérie, même si cette dernière abrite un nombre d'espèce, nombre d'arbres, biomasse ou volume d'eau équivalents. La "justesse" de la compensation ne peut donc pas être appréciée par des critères mesurables.
- De même on ne dispose pas d'une valeur monétaire consensuelle ou pouvant être considérée comme juste ou universelle. Or ce marché des compensations repose sur l'idée d'unités commercialement échangeables « unit of trade »).

L'intérêt d'une banque de mitigation et donc très discuté, tant en termes de gouvernance environnementale, que de réponse juste et adaptée aux problèmes et à la législation environnementale.

### Problèmes de gouvernance
Sur la base d'une analyse des premières expériences conduites dans la région de Chicago, le géographe Morgan M. Robertson estime que ce type de mitigation est aussi un moyen de passer outre à la gouvernance environnementale et qu'il contribue à dénaturaliser la nature. Lui et d'autres auteurs estiment que - bien qu'attrayantes parce qu'offrant des solutions de compensation apparemment plus simple, ou des revenus pour des gestionnaires ou ONG voulant restaurer des habitats naturels - ces banques présagent une aggravation des problèmes de gouvernance environnementale en confondant des objets qui relèvent des lois et politiques, des marchés, des écosystèmes, sans tenir compte de l'importance fonctionnelle des échelles spatiales dans le domaine de l'environnement.
L'administration et le parlement américain ont dans les années 2000 confié à la « Main invisible » du marché le soin de la régulation des banques de mitigation, avec une confiance qui pourrait être remise en cause par le comportement des marchés lors de la crise de 2008.